# 광대 케인
《광대 케인》(Circus Kane)은 미국에서 제작된 크리스토퍼 레이 감독의 2017년 공포, 스릴러 영화이다. 팀 아벨 등이 주연으로 출연하였고 제임스 쿨렌 브레삭 등이 제작에 참여하였다.

## 출연

### 주연
- 팀 아벨
- 조나단 립니키

### 조연
- 마크 크리스토퍼 로렌스
- 니콜 아리아나 폭스
- 신진 로사
- 리처드 몰
- 테드 몬트

## 기타
- 협력프로듀서: 스콧 토머스 레이놀즈
- 사운드: 리사 리스
- 미술: 페르난도 발데스
- 의상: 모니크 하이먼